# Pachychilon pictum
Épirine lippue, Cyprin lippu tacheté, Gardon d'Albanie
Espèce
Statut de conservation UICN

 LC : Préoccupation mineure
Pachychilon pictum, l’Épirine lippue, le Cyprin lippu tacheté ou le Gardon d'Albanie, est une espèce de poissons d'eau douce actinoptérygiens de la famille des Leuciscidae.

## Description
Ce poisson peut mesurer 18 cm en longueur standard (SL) et peut peser 70 g.

## Répartition
Ce poisson d'eau douce est originellement endémique des Balkans occidentaux. Il est indigène en Albanie, en Grèce, en Macédoine du Nord, au Monténégro et en Serbie,. Il fréquente notamment les bassins du Drin et de la Vjosa et les lacs d'Ohrid et de Shkodër,.
Il a été introduit dans les bassins de la Garonne, dans le Sud-Ouest de la France, et de la Serchio, en Toscane (Nord de l'Italie centrale). Il ne semble pas s'être acclimaté dans l'Artuby, dans le bassin du Var (Sud-Est de la France). Il a été importé en France vers la fin des années 1980, vraisemblablement par le biais de réempoissonnements.

## L'Épirine lippue et l'Homme
L'Épirine lippue est considérée comme une « espèce de préoccupation mineure » (LC) par la liste rouge de l'UICN.
Elle est considérée comme une « espèce non applicable » (NA) par la liste rouge du Comité français de l'UICN, à savoir une « espèce non soumise à l'évaluation car introduite dans la période récente ».

## Taxonomie
L'espèce a été décrite en 1858 par les zoologistes autrichiens Johann Jacob Heckel et Rudolf Kner. Avant d'être classée dans le genre Pachychilon (en), elle a été initialement placée dans le genre Squalius, sous le protonyme Squalius pictus Heckel & Kner, 1858.
Les noms vernaculaires attestés en français sont « Épirine lippue », « Cyprin lippu tacheté » et « Gardon d'Albanie »,.

### Publication originale
- (de) Johann Jacob Heckel et Rudolf Kner, Die Süsswasserfische der östreichischen Monarchie mit rücksicht auf die angränzenden länder, Leipzig, Verlag von Wilhelm Engelmann, 1858, 388 p. (DOI 10.5962/bhl.title.8197, lire en ligne) (protologue).